# Alginaat

Alginezuur

Alginaat is een hydrofiel polymeer dat uit zeewier wordt gemaakt. Het hoofdbestanddeel is alginezuur, net als zetmeel een polysacharide, opgebouwd uit mannuronzuur en guluronzuur.

## Gebruik
Het is verkrijgbaar in poedervorm en verhardt na mengen met de juiste hoeveelheid water in een rubberachtige consistentie.
Belangrijkste fabrikanten zijn Cavex, Kromopan, Tissutex en Zelex.
Alginaat wordt zeer veel gebruikt in de tandheelkunde om een afdruk van de tanden en kiezen te maken. 
- Voordelen van alginaat: niet toxisch, snel uitgehard, en relatief goedkoop.
- Nadelen: niet heel nauwkeurig, afdrukken vervormen wanneer ze droog worden bewaard

De afdrukken worden meestal met gips gevuld, zodat de tandarts of de tandtechnicus een nauwkeurige kopie van het gebit krijgt.
Buiten de tandheelkunde wordt het alginaat ook gebruikt om van allerlei zaken kopieën te maken zoals in de kunst, bij restauraties en bij het maken van protheses. Alginaat wordt ook gebruikt als wondverband.
Alginaat wordt in de voedingsmiddelenindustrie onder andere als verdikkingsmiddel gebruikt en buiten de voedingsmiddelenindustrie als 'drug delivery system'. Hierbij wordt alginaat gepolymeriseerd met divalente- calcium ionen. Op dit polymeer kunnen zowel hydrofiele als hydrofobe stoffen worden geladen. Deze stoffen moeten hiervoor voor het polymerisatie proces in de oplossing aanwezig zijn. De gevormde polymeren komen voor als kralen, wanneer stoffen in de darmen moeten worden opgenomen, of als strips/films, wanneer stoffen sublinguaal moeten worden ingenomen.

## Biosynthese
Alginaat kan ook door biosynthese worden geproduceerd. Azotobacter vinelandii en Pseudomonas aeruginosa zijn bacteriën die in staat zijn om alginaat te produceren.

## Overige
- In een uitzending van de Keuringsdienst van Waarde van 28 oktober 2010 werd uitgezocht dat de rode vulling van groene olijven, vaak op de verpakking aangeduid als piment of pimentpasta, in werkelijkheid een product is dat met alginaat wordt gemaakt.